# Молверн-Хилс (район)
Молверн-Хилс (англ. Malvern Hills) — неметрополитенский район (англ. non-metropolitan district) в графстве Вустершир (Англия). Административный центр — город Молверн.

## География

Молверн-Хилс на карте графства Херефорд-энд-Вустер (1974—1998)

Район расположен в западной части графства Вустершир, граничит с графствами Шропшир, Херефордшир и Глостершир.

## История
Нынешние границы района были сформированы 1 апреля 1998 года, когда графство Херефорд-энд-Вустер было разделено на графства Вустершир и Херефордшир. Новая граница района Молверн-Хилс прошла по холмам Молверн, в состав района вошли восточные части существовавшего района Молверн-Хилс и района Леоминстер.

## Состав
В состав района входят 3 города:
- Аптон-апон-Северн
- Молверн
- Тенбери-Уэлс

и 64 общины (англ. civil parish).